# Ileana Silai
Ileana Silai (Cluj-Napoca, 14 de outubro de 1941 – 27 de junho de 2025) foi uma atleta romena, especialista em corridas de 800 metros, prova em que foi vice-campeã olímpica nos Jogos de 1968, na Cidade do México. Com resultados mais modestos, participou também nas três edições seguintes das Olimpíadas, na última das quais já com 38 anos de idade.
Em 1978 sagrou-se campeã europeia em pista coberta na prova de 1500 metros.

## Recordes pessoais
Outdoor
| Prova       | Tempo     | Data                 | Local     |
| ----------- | --------- | -------------------- | --------- |
| 800 metros  | 1.57,39 m | 28 de agosto de 1977 | Bucareste |
| 1500 metros | 3.58,5 m  | 13 de julho de 1979  | Bucareste |

Indoor
| Prova       | Tempo     | Data                | Local    |
| ----------- | --------- | ------------------- | -------- |
| 800 metros  | 2.05,17 m | 12 de março de 1972 | Grenoble |
| 1500 metros | 4.05,4 m  | 14 de março de 1978 | Milão    |